# 森永愛
森永 愛（もりなが あい、1980年8月5日 - ）は、福岡県出身の元競艇選手。登録番号4135。身長145cm。血液型O型。89期。福岡支部所属。
師匠は渋田治代（登録番号3486）、父は元競艇選手の森永修（登録番号2083）、夫は競艇選手の枝尾賢（登録番号4148）、同期に梶野学志、石塚久也、山田雄太らがいる。

## 来歴
- 2001年11月22日、若松競艇場でデビュー（6着）。
- 2010年7月27日、芦屋競艇場での「外向発売所アシ夢テラスオープン記念」最終日10Rを最後に引退（節間成績1411655）。この節は引退レースということもあり、師匠の渋田や夫の枝尾ら身近な選手が多く斡旋[1]されており、また、2002年11月5日に父親が引退を決めた節でも娘の愛が斡旋され、直接対決も組まれた[2]競艇場側の計らいがあった。
- 2010年7月31日、登録消除。

## 戦績
- 出走回数：885回
- 1着回数：64回
- 優出回数：0回
- 優勝回数：0回
- フライング(F)回数：9回
- 出遅れ(L)回数：0回
- 通算勝率：3.41
- 2連対率：15.71
- 3連対率：27.12
- 生涯獲得賞金：46,336,000円